# Сукач, Александр Давыдович
Александр Давыдович Сука́ч (1905—1965) — советский конструктор угольных комбайнов.

## Биография
В 1930-х гг. работал на Горловском машиностроительном заводе.
С 1945 года — начальник отдела горных машин Сталинского (Донецкого) филиала института «Гипроуглемаш».
В 1950-е годы институтом «Донгипроуглемаш» под общим руководством А. Д. Сукача и В. Н. Хорина был создан ряд модификаций комбайна «Донбасс»: «Донбасс-2», «Донбасс-3», «Донбасс-4», «Донбасс-6», «Донбасс-7», которые позволили значительно расширить область применения механизированной выемки угля, в том числе на пластах мощностью до 2,8 м.
Кандидат технических наук.
Его именем названа улица в Донецке (улица инженера Сукача).

## Сочинения
- В помощь водителю комбайна «Донбасс» [Текст] / А. Сукач, В. Хорин, лауреаты Сталинской премии. — [Сталино] : Сталинское обл. изд-во, 1952. — 213, [6] с., 6 л. черт. : ил.; 21 см. — (Б-чка молодого рабочего Донбасса).
- Лебедка ЛНП-1 [Текст] / А. Д. Сукач, М. Я. Гольдштейн. — Киев : Гостехиздат УССР, 1961. — 29 с. : черт.; 20 см.
- Механизация выемки наклонных угольных пластов [Текст] / С. В. Яровой, А. Д. Сукач. — Киев : Гостехиздат УССР, 1963. — 125 с. : ил.; 21 см.
- Угольный комбайн «Горняк» [Текст] : Руководство по эксплуатации, уходу и обслуживанию : [Учеб. пособие для учеб.-курсовой сети] / В. Н. Хорин, А. Д. Сукач. — Москва : Углетехиздат, 1954. — 220 с., 8 л. ил. : ил.; 23 см.
- Угольный комбайн «Донбасс-1» [Текст] : Руководство по эксплуатации, уходу и обслуживанию / В. Н. Хорин, А. Д. Сукач, лауреаты Сталинской премии. — 2-е изд., перераб. — Москва : Углетехиздат, 1954. — 296 с., 12 л. ил. : ил.; 23 см.
- Угольный комбайн «Донбасс» [Текст] : Руководство по эксплуатации, уходу и обслуживанию / В. Н. Хорин, А. Д. Сукач, лауреаты Сталинской премии. — Москва ; Харьков : Углетехиздат, 1951. — 244 с., 8 л. ил. : ил.; 23 см.
- Угольные комбайны «Донбасс-1К» и ЛГД-2 [Текст] : Руководство по эксплуатации, уходу и обслуживанию / Д-р техн. наук В. Н. Хорин, инж. А. Д. Сукач, лауреаты Гос. премии. — Москва : Госгортехиздат, 1962. — 327 с., 2 л. черт. : ил.; 22 см.
- Die Kohlenkombine «Donbass» [Текст] / W. N. Chorin, A. D. Sukatsch ; Übers. aus dem Russ. von Ing. Bodo Barfuss. — Leipzig : Fachbuchverl., 1954. — 232 с., 7 л. черт. : ил., черт.; 22 см.

## Награды и премии
- Сталинская премия второй степени (1949) — за создание угольного комбайна («Донбасс»)
- Ленинская премия (1964) — за создание и внедрение комбайна УКР для механизации выемки угля на пластах крутого падения